# 法心寺 (大分市)
法心寺（ほうしんじ）は、大分県大分市鶴崎にある日蓮宗の寺院である。山号は、雲鶴山。旧本山は大本山本圀寺(六条門流)、莚師法縁。

## 歴史
慶長6年（1601年）に、肥後熊本藩主加藤清正によって、京都本圀寺の常林院日栄を招いて建立された。法心寺のある鶴崎は当時熊本藩の飛び地であり、かつ、参勤交代で江戸へ向かう際に経由する交通の要衝であった。

## 境内
本堂の前には大分市指名木2号のイチョウの大木がある。樹齢365年（1974年2月1日の名木指定当時）で、高さ18m、幹周5.5m（2006年度調査）。本堂建立に際し加藤清正が持っていた杖を地面に突き差したところ大木となったといわれている。杖から出ていた枝が逆さに成長したという伝説があり、「逆さイチョウ」と呼ばれる。

## 宝物館
加藤清正ゆかりの宝物などを所蔵する。

## 二十三夜祭
加藤清正が病死した慶長16年（1611年）以来行われている追善供養の法要で鶴崎の夏の風物詩となっている。

## 旧末寺
日蓮宗は昭和16年に本末を解体したため、現在では、旧本山、旧末寺と呼びならわしている。
- 雲鶴山常仙寺（大分市大字常行）
- 開闡山一乗寺（大分市大字鶴瀬）
- 妙政山是相寺（大分市大字政所）
- 法妙山蓮華寺（大分市大字種具）
- 鷲城山法護寺（大分市野津原）
- 三光山妙榮寺（日田市淡窓）
- 妙光山立正寺（大分市大字佐賀関）
- 自在山神力寺（大分市大字竹中）
- 辰雲山妙見寺（大分市大字竹中）

## 交通
- JR九州日豊本線鶴崎駅から徒歩約15分[3]
- 大分バス鶴崎停留所から徒歩約5分[4]

## 参考資料
- 日蓮宗寺院大鑑編集委員会『宗祖第七百遠忌記念出版 日蓮宗寺院大鑑』大本山池上本門寺 (1981年)